# تزکاتلیپوکا

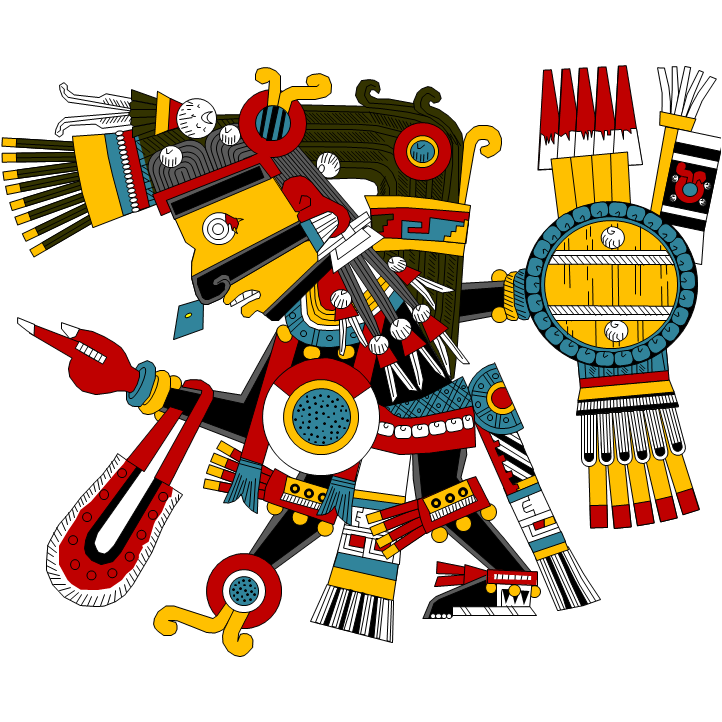

تزکاتلیپوکا یا تسکاتلیپوکا (Tezcatlipoca [teskatɬiˈpo:ka]) یکی از خدایان در اساطیر آزتک می‌باشد. او با مفاهیم بسیاری همراه است؛ بعضی از این مفاهیم، آسمان، شب، بادهای شبانه، توفندها، شمال، زمین، ابسیدین، دشمنی، اختلاف، حاکمیت، طالع‌بینی، وسوسه، جادوگری، زیبایی، جنگ و غیره می‌باشند. نام او در زبان ناهواتل به معنی «آیینهٔ دودی» است چون اون را مرتبط با ابسیدین می‌دانستند، که ماده‌ای با بافت شیشه‌ای سیاه‌رنگی است که در آمریکای میانه از آن آیینه می‌ساختند و همچنین در آیین‌های شمنیک از آن بهره می‌جستند.
او نام‌های بسیاری در متون باستانی، با توجه با جنبه‌های مختلف خدایی خود، داشته‌است: Titlacauan ("ما بندگان اوییم"), Ipalnemoani ("او به واسطهٔ ما زندگی می‌کند"), Necoc Yaotl ("دشمن دو سویه"), Tloque Nahuaque ("پروردگار نزدیک و شب") و Yohualli Èecatl (شب، باد), Ome acatl ("دو بار شمرده شده"), Ilhuicahua Tlalticpaque ("صاحب آسمان و زمین").

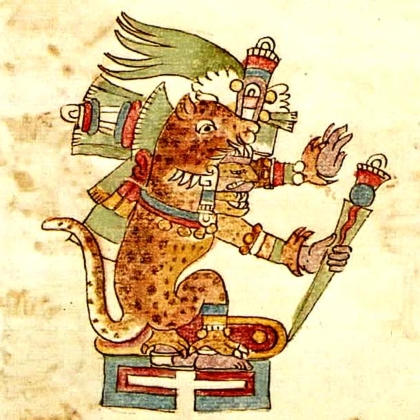
تزکاتلیپوکا در نقوش codex Rios به شکل یک جگوار کشیده شده‌است. در این حالت نام او Tepeyollotl می‌باشد.

در تصاویر باستانی او معمولاً با نواری به رنگ‌های سیاه و زرد در سراسر چهره اش کشیده می‌شده‌است. در این تصاویر اغلب پای راست او با یک آینه ابسیدین یا یک مار جایگزین شده‌است - که اشاره به اسطوره خلقت، که در آن او پای خود را در جنگ با هیولای زمین از دست می‌دهد - دارد. گاهی آینه در قفسهٔ سینه‌اش نشان داده می‌شود و گاهی دود از آینه می‌آید. ناگوئال تزکاتلیپوکا، که جنبهٔ حیوانی او است، یک جگوار بود و سیمای جنبهٔ حیوانی خدای Tepeyollotl «سنگ‌دل» بود.

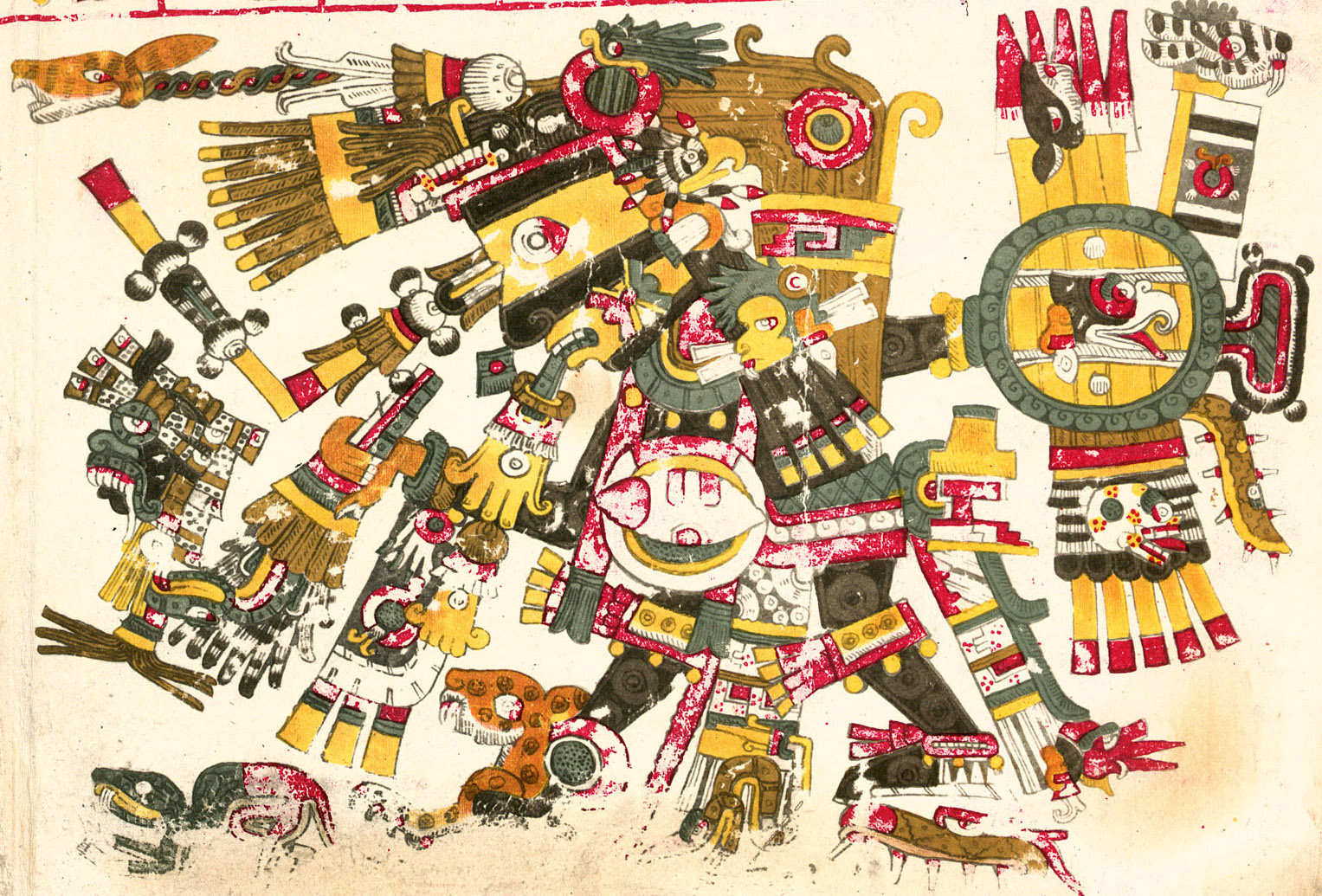
تزکاتلیپوکای سیاه در کتاب Codex Borgia.

شخصیت تزکاتلیپوکا به باورهای باستانی قبایل مسوآمریکن پیش از میلاد مسیح در میان مردم مایا و اولمک بازمی‌گردد. شباهت‌های بسیاری میان او و کیچه در اساطیر مایا وجود دارد که پوپول ووه به آن پرداخته‌است. شکل اصلی پوپول ووه خدای تویل بود که نام او به معنی «ابسیدیان» است و برای او قربانی می‌کردند. همچنین خدای کلاسیک حاکمیت و رعد و برق در دین مایاها به عنوان «خدا ک» یا «مانیکین سپتر» و خدای مدرن‌تر مایاها به عنوان کوایل شناخته می‌شوند که با یک چاقو در دست در حالی که از پیشانی وی دود برمی‌خیزد، نشان داده می‌شود و همواره یک پا او با یک مار جایگزین شده‍است

## تزکاتلیپوکا و کوئتزالکواتل

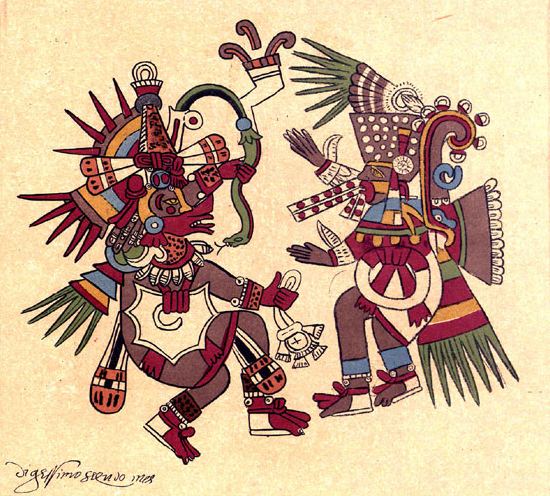
Quetzalcoatl و Tezcatlipoca

تزکاتلیپوکا همواره رقیب یکی دیگر از خدایان آزتک است که جنبهٔ قهرمانی دارد و نامش کوئتزالکواتل است. در نسخه‌ای از مکتوبات آزتکیان در داستان‌های مربوط به پنج خورشید، در نخستین آفرینش، «خورشید زمین» توسط تزکاتلیپوکا به وجود آمد ولی کوئتزالکواتل این جهان را زمانی که تزکاتلیپوکا را شکست داد، نابود کرد و تزکاتلیپوکا به جگوار تبدیل شد و تمامی انسان‌ها را خورد. کوئتزالکواتل خود خورشید دوم شد و دوباره به خلقت انسان پرداخت، اما تزکاتلیپوکا همه انسان‌ها را به میمون تبدیل کرد. کوئتزالکواتل این میمون‌ها را با یک توفند کشت و آسمان را برای ایجاد انسان‌های جدید ترک کرد.
در اسطوره‌های بعدی، چهار خدایانی که جهان را ایجاد کردند، تزکاتلیپوکا، کوئتزالکواتل، اویتسیلوپوچتلی و اکسیپه توتک به ترتیب با عنوان‌های تزکاتلیپوکاهای سیاه، سفید، آبی و سرخ شناسایی شدند. هر چهار تزکاتلیپوکا فرزندان Ometecuhtli و Omecihuatl، پردوردگاران مذکر و مؤنث از دوگانگی، و خالقان همه خدایان دیگر، و همچنین جهان و انسان، هستند.